# Tävelsås landskommun
Tävelsås landskommun var en tidigare kommun i Kronobergs län.

## Administrativ historik
Den 1 januari 1863 började kommunalförordningarna gälla och då inrättades cirka 2 500 kommuner (städer, köpingar och landskommuner), tillsammans täckande hela landets yta.
I Tävelsås socken i Kinnevalds härad i Småland inrättades då denna kommun. Kommunreformen 1952 innebar att denna landskommun uppgick i Mellersta Kinnevalds landskommun, som 1971 uppgick i Växjö kommun.

## Politik

### Mandatfördelning i Tävelsås landskommun 1938-1946
| 13 | 7 |

| 20 |

| 11 | 9 |

| 19 |

| 5 | 10 | 5 |

| 16 | 4 |